# Katsutsugu Sekiya

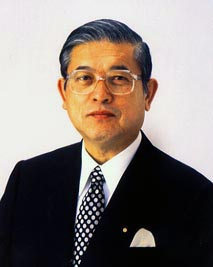
Katsutsugu Sekiya (1999)

Katsutsugu Sekiya (jap. 関谷 勝嗣 Sekiya Katsutsugu; * 6. März 1938, Matsuyama, Ehime) ist ein japanischer Politiker und Mitglied der liberaldemokratischen Partei Japans. Katsutsugu Sekiya studierte an der Chuo-Universität sowie der Universität Osaka. Er hatte während seiner politischen Laufbahn mehrere Ministerposten in der japanischen Regierung inne. Ab 1976 war er in direkter Nachfolge seines Vaters Katsutoshi mehrjähriges Mitglied im japanischen Unterhaus für den Dreimandatswahlkreis Ehime 1, nach der Wahlrechtsreform der 1990er Jahre noch bis zur Wahl 2000 für den neuen Einzelwahlkreis Ehime 1. Bei der Nachwahl  im Juni 2000 für den zurückgetretenen Senator von Ehime Yasuhisa Shiozaki, der auf Sekiyas Sitz im Abgeordnetenhaus wechselte, kandidierte Sekiya erfolgreich und wurde auch bei der regulären Wahl 2001 wiedergewählt, unterlag aber schließlich bei der Wahl 2007 dem Oppositionskandidaten Toshirō Tomochika. Katsutsugu Sekiya setzte sich für die diplomatischen Beziehungen zwischen Japan und Mikronesien ein und gilt außerdem als prominenter Funkamateur.

## Politische Ämter
- 29. Dezember 1990 bis 5. November 1991 Minister für Post und Telekommunikation im Kabinett Kaifu 2 (Umbildung)
- 30. Juli 1998 Bauminister und ab 14. Januar 1999 zusätzlich Leiter der Behörde für Staatsland bis 5. Oktober 1999 im Kabinett Obuchi und dessen 1. Umbildung[3]